# Ca’ da Mosto

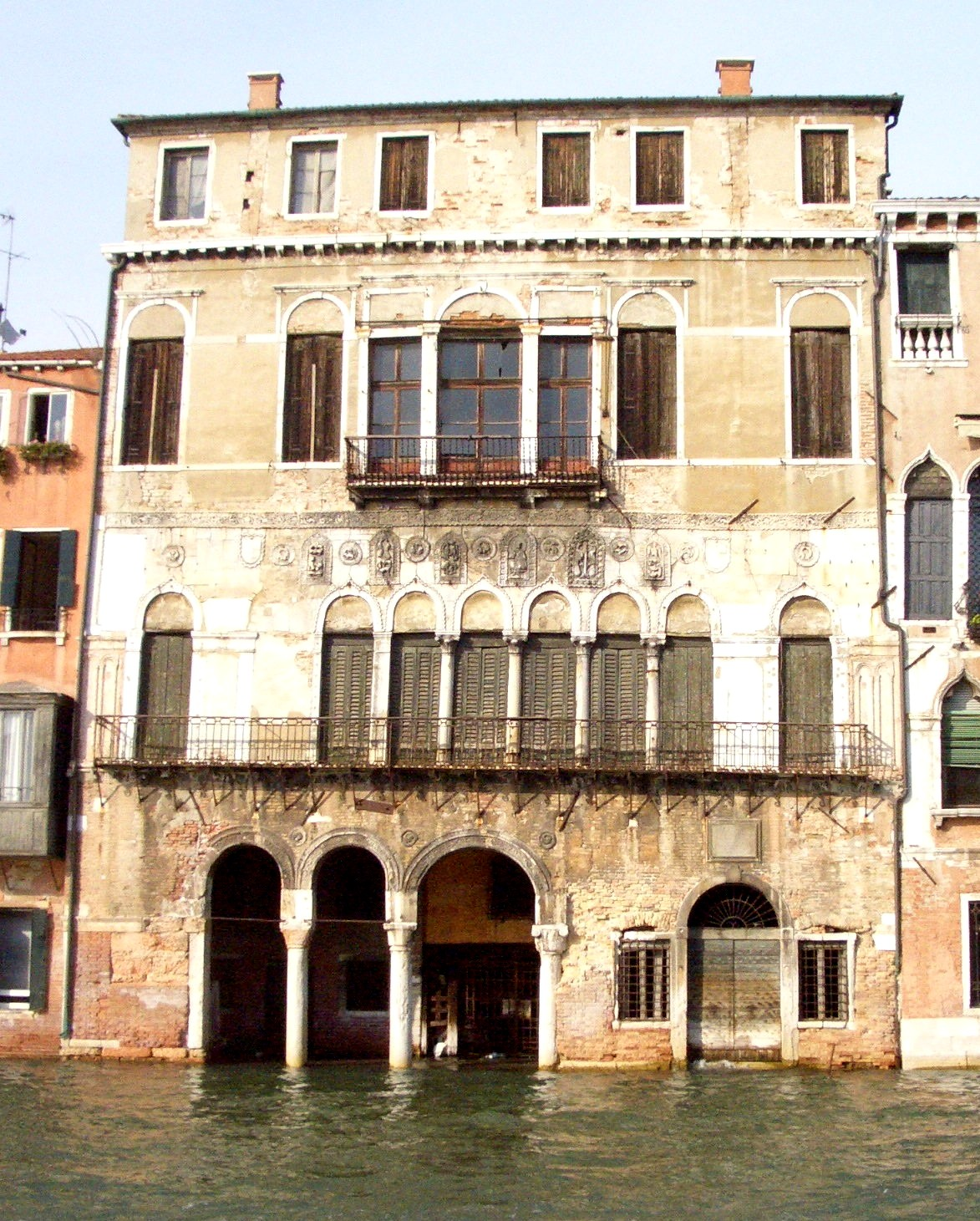
Fassade der Ca’ da Mosto

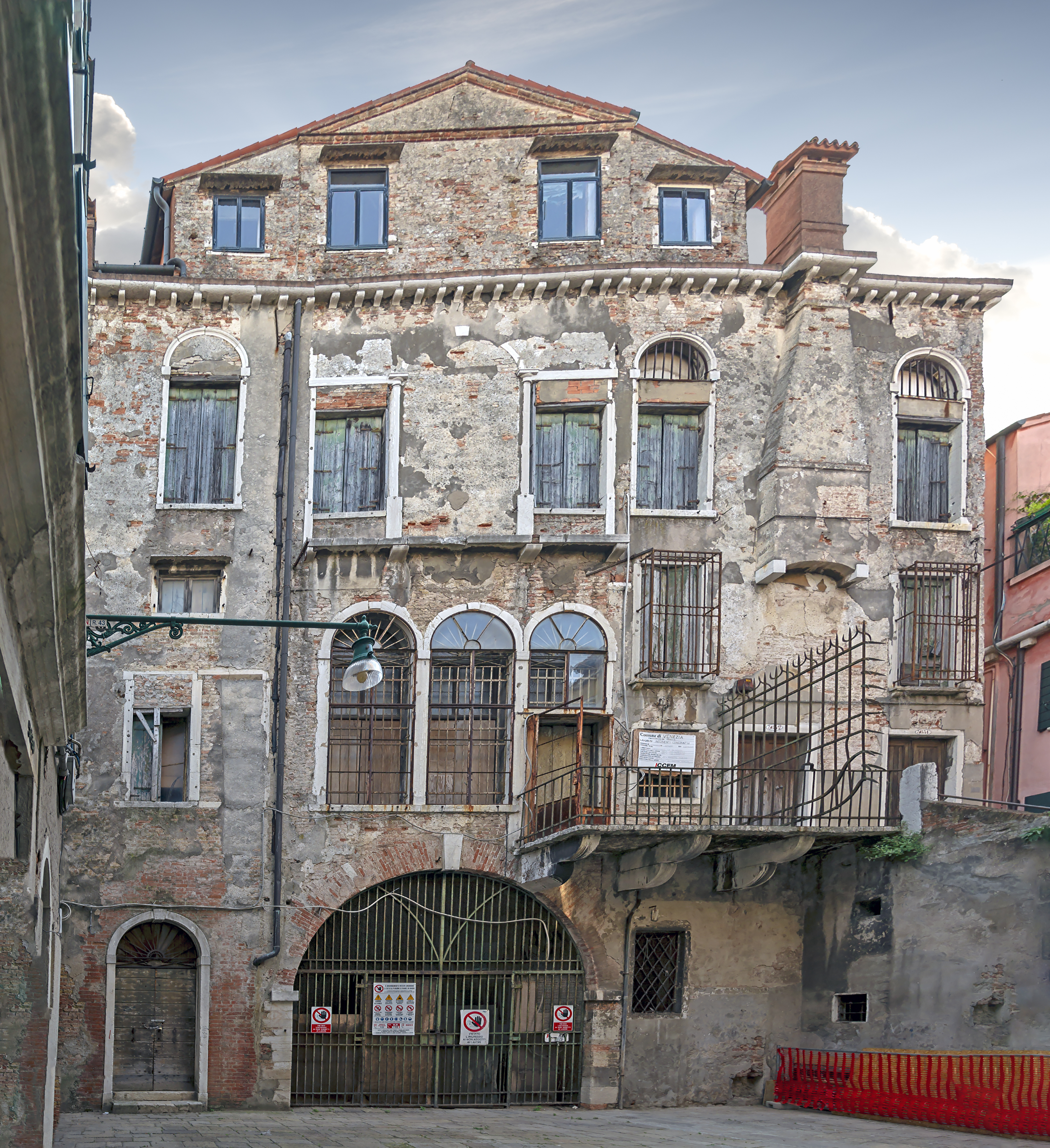
Ca' Da Mosto – Fassade auf der Campiello del Leon Bianco

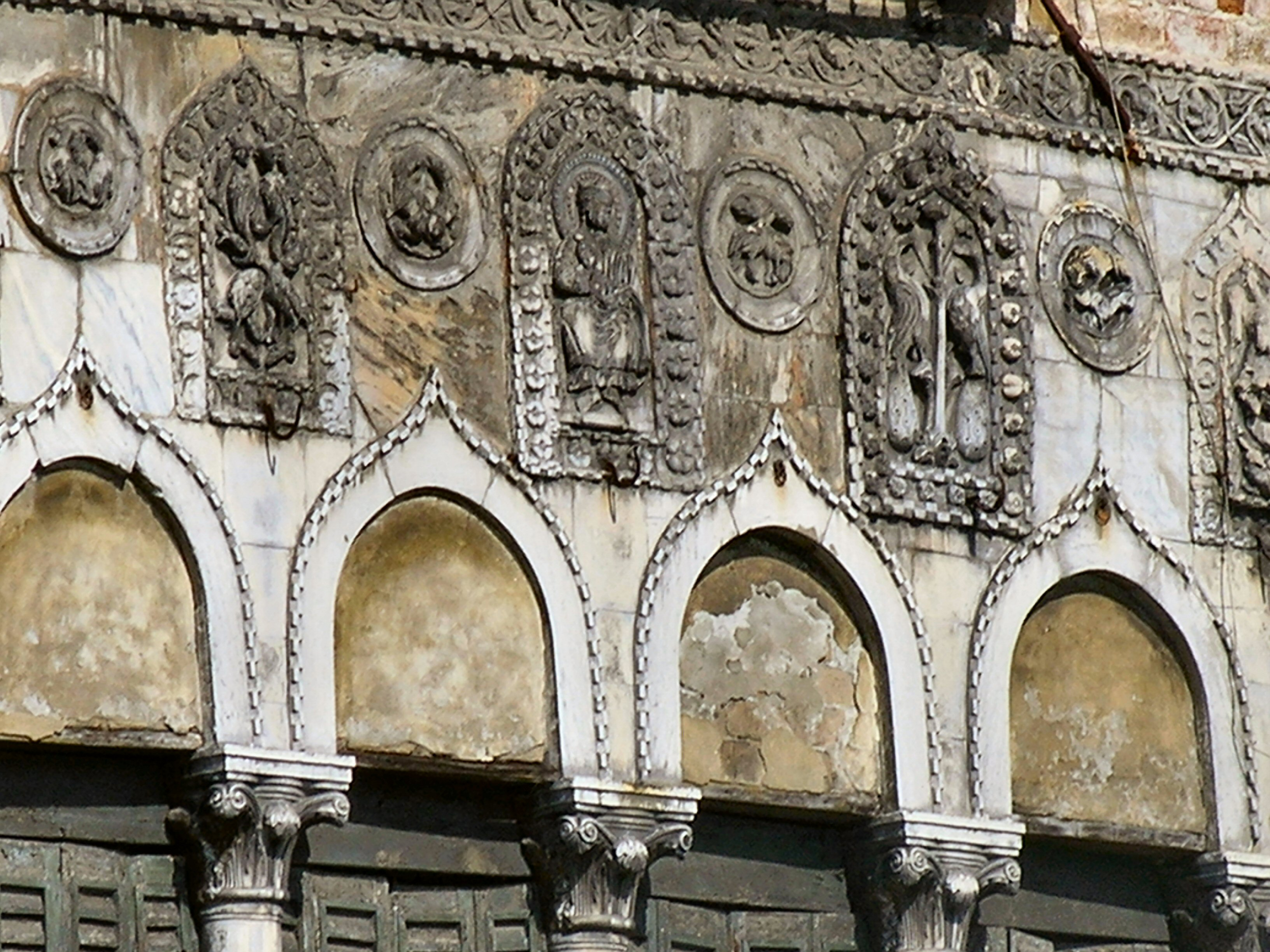
Byzantinisch-venezianische Reliefs an der Fassade

Die Ca’ da Mosto ist ein Palast aus dem 13. Jahrhundert in Venedig und das älteste Gebäude am Canal Grande. Er liegt nicht weit von der Rialtobrücke entfernt im Sestiere Cannaregio zwischen dem Casa Zago und dem Palazzo Dolfin.

## Beschreibung
Die Ca’ da Mosto ist eines der wenigen Gebäude mit authentischer venezianisch-byzantinischer Bausubstanz am Canal Grande und stellt ein frühes Beispiel einer casa fondaco dar, das heißt ein Haus, in dem sich Wohnung und Lager eines Kaufmanns befanden. Oberhalb der Fenster des Piano nobiles befinden sich Reliefplatten im byzantinischen Stil, sogenannte Paterae. Auf das vorgotische Piano nobile wurde im 16. Jahrhundert ein weiteres Stockwerk aufgesetzt. Das oberste Stockwerk stammt aus dem 19. Jahrhundert. Im Hof hat sich eine Freitreppenanlage erhalten.

## Geschichte
Die Familie Da Mosto, nach dem das Gebäude benannt ist, war nicht der Erbauer des Palastes, den Dokumenten zufolge gehörte der Palast zunächst der Familie Barozzi; Die Da Mosto besaß ihn aber von der Mitte des 13. Jahrhunderts bis 1554. Dann ging er in den Besitz der Familien Dolfin und Contarini über. In diesem Gebäude wurde angeblich der berühmte Seefahrer Alvise Da Mosto geboren.
Von 1661 bis in das frühe 19. Jahrhundert war hier das Albergo Al Lion Bianco eingemietet, das zu jener Zeit das berühmteste Hotel Venedigs war und auch gekrönte Häupter beherbergte. Joseph II., der eine offizielle Unterbringung durch die Republik abgelehnt hatte, wohnte hier 1769 und 1775. 1782 logierte der russische Kronprinz und spätere Zar Paul I. mit seiner Frau in dem Haus.
Nach dem Untergang der Republik waren die Eigentumsverhältnisse ungeklärt und der Palast verfiel. Erst im 19. Jahrhundert erinnerte man sich wieder seiner Geschichte, und es wurde eine Gedenktafel für Alvise Da Mosto angebracht.
Das über Jahrzehnte vernachlässigte, baugeschichtlich bedeutende Gebäude wurde ab 2010 restauriert. Heute beherbergt es ein Luxushotel.

Details fotografiert von Paolo Monti im Jahr 1969
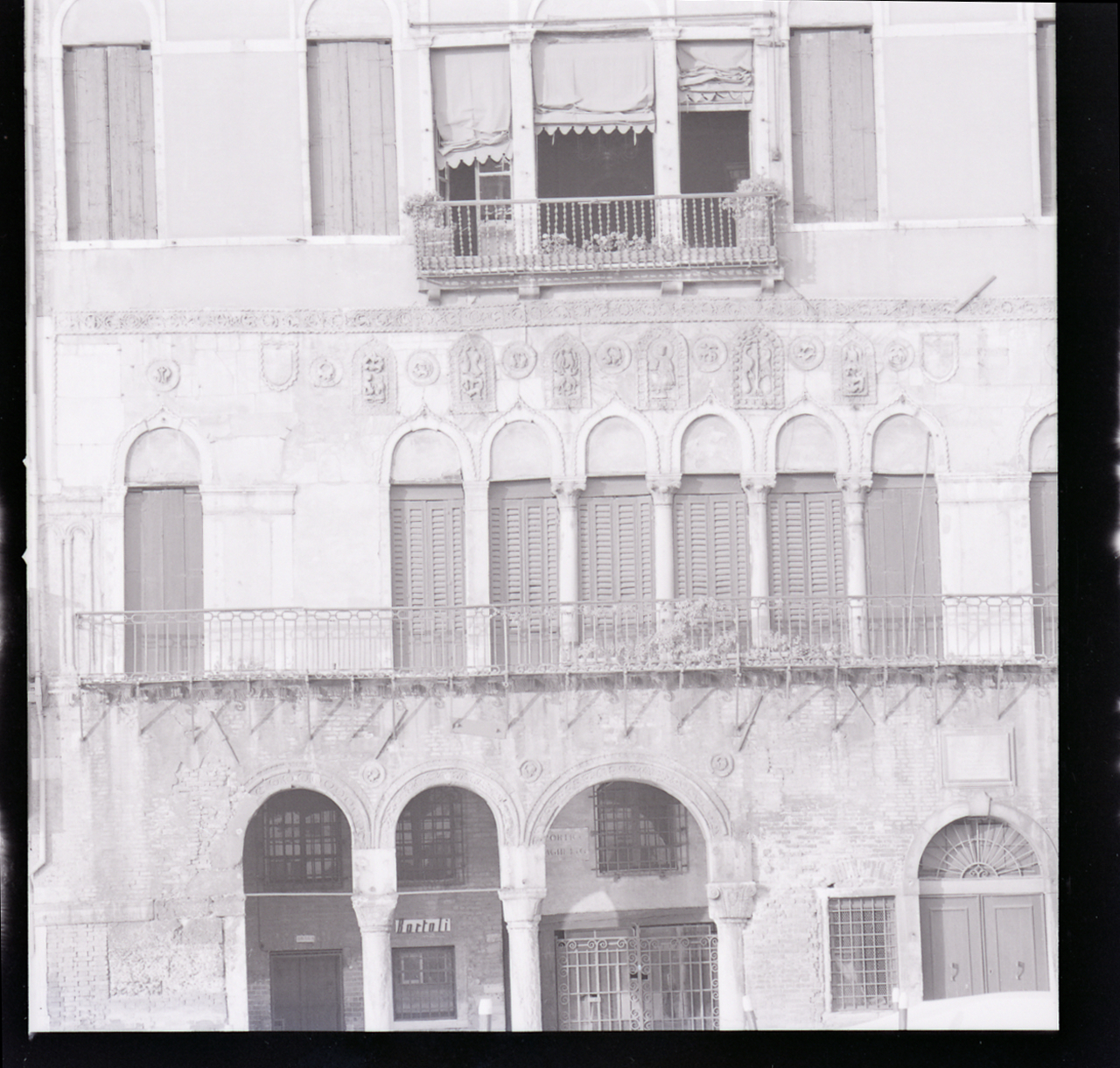
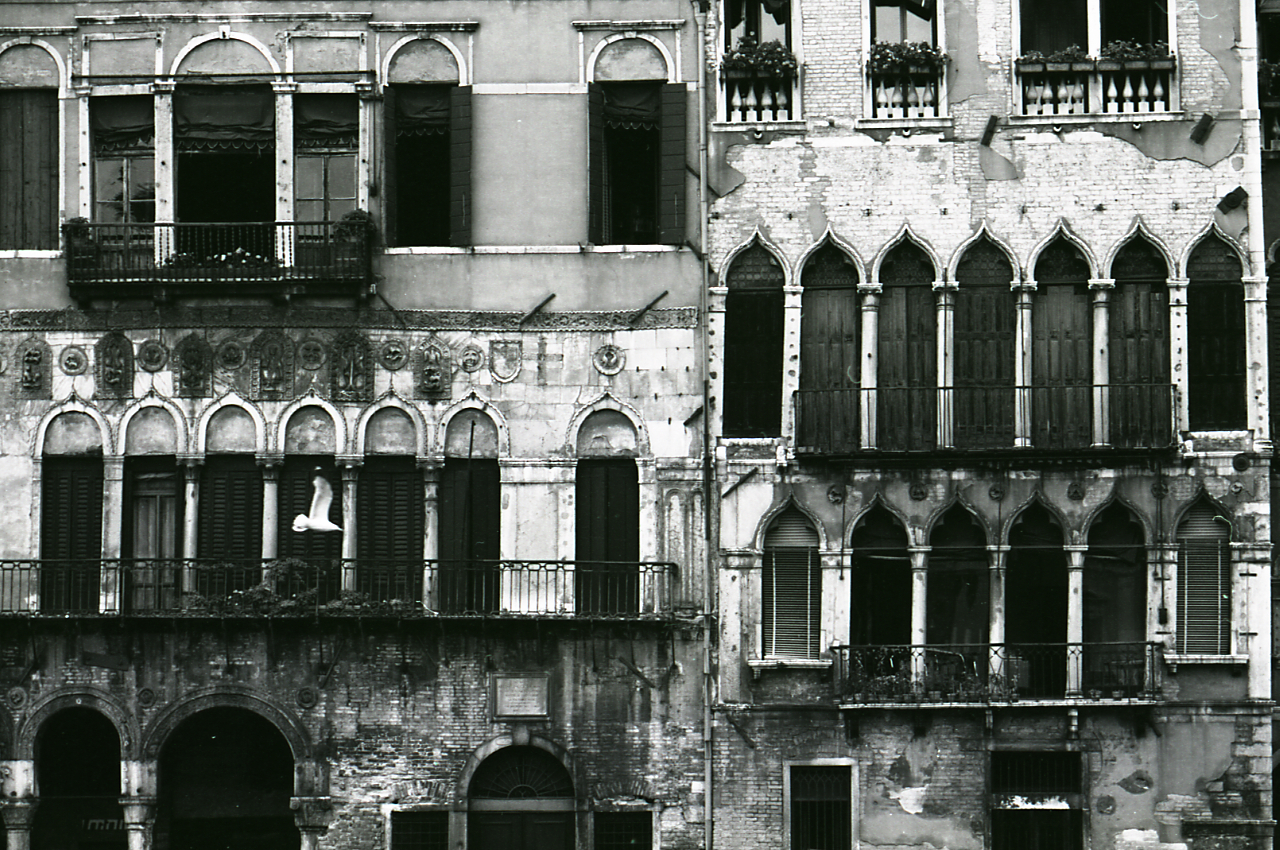